# كيف يموت النصف الأخر
«كيف يموت النصف الأخر: الأسباب الرئيسية للمجاعات العالمية» هو كتاب للناشطة الفرانكو-أمريكية سوزان جورج، وهي أيضًا عضو في المؤسسة العبر وطنية، وقد تم إصداره عام 1976م بعد فترة ليست ببعيدة من المؤتمر العلمي للطعام، وقد تم طباعته عدة مرات.
في هذا الكتاب، تكشف جورج وتناقش فكرتين مشهورتين، أولا: أنه ليس هناك طعام كافي والثانية أن العالم به عدد مبالغ فيه من السكان. لكنها تؤمن أن الكوكب يمكنه اطعام عدد السكان الموجود وأكثر، وتصر أيضًا على أن المشكلة ليست في التغير المناخي وأن تكنولوجيا الطعام لن توفر الحل. جورج تؤمن أيضًا أن العرض علي الطعام العالمي يتحكم به الأغنياء الأصحاء وأن الفقراء ليست لديهم كلمة علي قوانين النقل والذي يبقيهم في جوع وعوز.
وعنوان الكتاب هو باروديا على كتاب «جون ريس» والذي يسمي «كيف يعيش النصف الأخر».